# Ulugurugrönbulbyl
Ulugurugrönbulbyl (Arizelocichla neumanni) är en fågel i familjen bulbyler inom ordningen tättingar.

## Utbredning och systematik
Fågeln förekommer i östra Tanzania. Vissa behandlar den som underart till svartbrynad grönbulbyl (A. fusciceps).

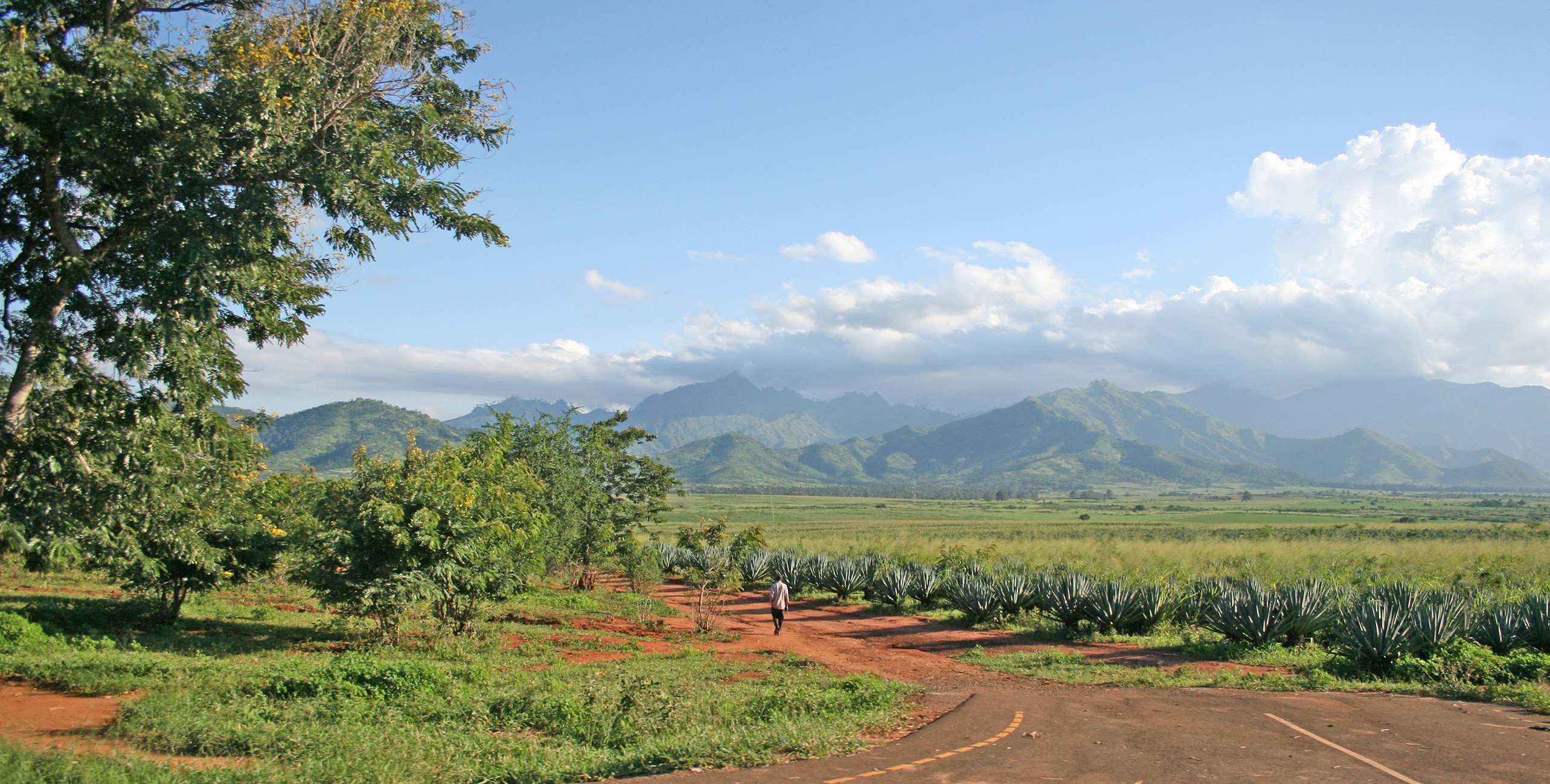
Ulugurubergen varifrån fågeln fått sitt svenska namn.

## Status
IUCN kategoriserar den som livskraftig.

## Namn
Fågelns vetenskapliga artnamn hedrar Oskar Rudolph Neumann (1867–1946), tysk ornitolog, upptäcktsresande och samlare verksam i Östafrika 1892–1899.